# Physematium oreganum
 (décembre 2023).
Espèce
Physematium oreganum, la woodsie d'Orégon, est une espèce de plantes de la famille des Woodsiaceae. Elle était dénommée précédemment Woodsia oregana.
C'est une fougères pérenne.

## Répartition
Elle est originaire d'une grande partie des États-Unis et du Canada.

## Systématique
Le nom correct complet (avec auteur) de ce taxon est Physematium oreganum (D.C.Eaton (d)) Trevis..
L'espèce a été initialement classée dans le genre Woodsia sous le basionyme Woodsia oregana D.C.Eaton.

## Liste des sous-espèces
Selon GBIF (30 décembre 2023):
- Physematium oreganum subsp. cathcartianum (B.L.Rob.) Li Bing Zhang, N.T.Lu & X.F.Gao (B.L.Rob.) Windham, 1993  -- Woodsie de Cathcart
- Physematium oreganum subsp. oreganum D.C.Eaton (en) -- Woodsie d'Orégon